# Бад-Дюбен
Бад-Дюбен (нім. Bad Düben) — місто в Німеччині, розташоване в землі Саксонія. Входить до складу району Північна Саксонія.
Площа — 45,45 км2. Населення становить 7833 ос. (станом на 31 грудня 2020).